# علي يحيى (لاعب كرة قدم)
علي يحيى سالم، لاعب كرة قدم يمني من مواليد السعودية.

## الحياة الشخصية
ولد في الرياض في السعودية و هو شقيق لاعب منتخب السعودية أيمن يحيى.

## مسيرة اللاعب
بدأ مع الفئات السنية في نادي النصر في سبتمبر 2016 و أعاره النصر إلى نادي الرياض في صيف 2020 لمدة سنة و انتقل إلى نادي الشعيب في صيف 2022 ولعب معهم لمدة موسمين.